# Ixodes ovatus
Ixodes ovatus är en fästingart som beskrevs av Neumann 1899. Ixodes ovatus ingår i släktet Ixodes och familjen hårda fästingar. Inga underarter finns listade i Catalogue of Life.